# 17歳教
17歳教（17才教、じゅうななさいきょう、zh:17岁教）は、非公式に創設された日本の女性声優グループの一派。
同義のタイトルフレーズには「永遠の17歳」などもある。
「17歳教」という用語は2007年11月14日、日本語新言語辞典『現代用語の基礎知識』にも掲載されている。
類似グループには、西村ちなみ、葉月絵理乃らのチーム30と、後藤邑子と松来未祐の29歳教がある。

## 経緯
1998年、34歳になった女性声優井上喜久子と当時17歳であった新人山本麻里安が担当していたラジオ番組での自己紹介において、山本が「私は山本麻里安、17歳です」と語った際、井上が「17歳の井上喜久子です」と続いたやりとりきっかけとなり、井上自身が17歳教の「歴史的指導者」として認識されている。
以来、井上喜久子の自己紹介は「私は井上喜久子、17歳」であることが多いが、イベントではこれに観客や傍観者から「おいおい」とツッコミがあがるのが定番である。 
ファンに自分の年齢について話すとき、彼らはしばしば数式「17歳+○日」を使用して実際の年齢を表している（この数式はすべての17歳のメンバーに適用）。以降ファンも彼女らの年齢表記を「17歳」または「永遠の17歳」と認識する（中国本土においてもファンの認識率は非常に高い）。
2009年2月10日には、井上喜久子の誕生日を祝うために、一部のファンが井上の年表「17歳教年表」を編集作成している。

### 機能
17歳教の本来の意味は、「若く見せたい訳じゃないの。若く生きたいだけなの」で、参加するメンバーが常に17歳の声を維持できることにあり、つまり声年齢が常に17歳を保つことである。
すべての新会員は旧会員の説教と説法から生まれたものであり、新会員としての入会を正式発表するためには、井上自身の承認が必要である。
メンバーの大半は声優であるが、入信条件は声優の世界にとどまらない。入会後、会員の出身地を入信者出身都道府県＋「お花畑」に設定されることもある。

## 入信メンバー（アニメーション関連）
- 井上喜久子
- 田村ゆかり[6]（現在は脱退）
- 堀江由衣[8]
- 野川さくら[9]
- 佐藤利奈[9]
- 石田燿子[9]
- 松澤由美
- こやまきみこ
- 岩男潤子
- 石黒千尋
- 池澤春菜[9]
- 内田彩[10]
- 東山奈央[11]
- 高野麻里佳
- 小野早稀

### 潜在的なメンバー（非公式メンバーを含む）
非公式とは、正式には認定されていないことを意味するが、メンバーやファンの目においては、基本的には認識されている存在である。
- 浅野真澄（自身がパーソナリティをつとめるラジオで入会を宣言してはいた）
- 水樹奈々（入信勧誘は受けているが、声優関連媒体以外のメディアに出ることが多く、そのつど常に実年齢が紹介されていることが多い）
- 大原さやか[12]
- 日笠陽子、南條愛乃、茅野愛衣（2013年戦姫絶唱シンフォギアのコンサートイベントで、井上喜久子とグループで「私たちはみんな17歳だ」と主張）
- 小松未可子（入信勧誘はなされているが、正規加入するまで年齢を「16歳」としている[13]。）

## 放送
ラジオ「井上喜久子のどうする！？17歳」が2006年10月28日（土）27:00-28:00（日本の深夜番組時間）に特別番組として放送された。

## 参照
1. 1 2 3  “井上喜久子17才です「おいおい！」”. seigura.com. 2022年7月23日閲覧。
2. ↑  “「アサヒる」「初音ミク」「ローゼン麻生」、現代用語の基礎知識に”.   ITmedia (2007年11月14日). 2007年12月13日時点のオリジナルよりアーカイブ。2007年11月14日閲覧。
3. ↑  「17才は年齢じゃないの。生き様なの」声優・井上喜久子が「永遠の17才」を名乗り続けるステキな理由
4. ↑  井上　構成作家の土井武志さん。昔、羊のかわいいアニメでラムジーちゃん、というキャラがいたんですが、土井さんが羊に似ていたので「ラムジーさん」って呼んでました。そのラムジーさんが台本に書いてくれたセリフです。[3].
5. ↑  “「17歳と10000日」を記念して、井上喜久子さんの「17歳教年表」を作ってみました”. 2009年2月12日時点のオリジナルよりアーカイブ。2009年2月10日閲覧。
6. 1 2  “『声優ニュース.com』2006-02-26 00:28:33の記事”. 2016年3月4日時点のオリジナルよりアーカイブ。2007年10月25日閲覧。
7. ↑  “【カオス通信】狂喜乱舞のアイドル声優顔出し！ダウンタウンとガチンコ勝負”. 2019年11月29日時点のオリジナルよりアーカイブ。2007年10月25日閲覧。
8. ↑  “堀江由衣17歳”. 2016年3月4日時点のオリジナルよりアーカイブ。2007年10月25日閲覧。
9. 1 2 3 4  『井上喜久子17歳です「おいおい！」』、2022年10月発行、井上喜久子、主婦の友社インフォス、P124
10. ↑  “内田彩、念願の“17歳教”入り果たす　井上喜久子も「嬉しくて、教祖困っちゃう！」”. 2019年8月9日時点のオリジナルよりアーカイブ。2018年10月17日閲覧。
11. ↑  東山奈央、“17才教”へ 教祖・井上喜久子喜び「うれしいっ」 入団条件や心得は「出身地を聞かれたらお花畑と言う勇気」 - oricon news（2022年3月14日）
12. ↑  「銃と剣」の女性声優リストの追記のコメントを参照[リンク切れ]
13. ↑  17歳教教祖も祝福！みかこし恒例生誕ライブで“あめこし”の原因も判明　音楽ナタリー編集部。
14. ↑  “特別節目「井上喜久子のどうする!? 17歳」文化放送A&G DREAM SQUARE播放決定”. 2007年10月12日時点のオリジナルよりアーカイブ。2007年10月25日閲覧。
15. ↑  『井上喜久子17歳です「おいおい！」』、2022年10月発行、井上喜久子、主婦の友社インフォス、P126

出典
- 「動感新勢力」誌、2007年11月号P29